# Voleibol de praia nos Jogos Europeus
O voleibol de praia é uma das modalidades disputadas nas edições dos Jogos Europeus, a exemplo do voleibol indoor. Em 2012 foi anunciado que a primeira edição dos Jogos Europeus seria em Baku, no Azerbaijão, em 2015, estando tal desporto entre os esportes olímpicos. A competição inaugural forneceu pontos para a contagem da corrida olímpica, ou seja, a pontuação válida para qualificação aos Jogos Olímpicos do Rio de Janeiro, em 2016.

## Quadro de medalhas

### Masculino
| Ordem | País    | Medalha de ouro | Medalha de prata | Medalha de bronze | Total |
| ----- | ------- | --------------- | ---------------- | ----------------- | ----- |
| 1     | Letônia | 1               | 0                | 0                 | 1     |
| 2     | Rússia  | 0               | 1                | 0                 | 1     |
| 3     | Chéquia | 0               | 0                | 1                 | 1     |

### Feminino
| Ordem | País     | Medalha de ouro | Medalha de prata | Medalha de bronze | Total |
| ----- | -------- | --------------- | ---------------- | ----------------- | ----- |
| 1     | Suíça    | 1               | 0                | 0                 | 1     |
| 2     | Áustria  | 0               | 1                | 0                 | 1     |
| 3     | Lituânia | 0               | 0                | 1                 | 1     |